# IC 3440
IC 3440 ist eine leuchtschwache Spiralgalaxie vom Hubble-Typ S im Sternbild Jungfrau am Nordsternhimmel. Sie ist schätzungsweise 345 Millionen Lichtjahre von der Milchstraße entfernt und hat einen Durchmesser von etwa 30.000 Lj.

Im selben Himmelsareal befinden sich unter anderem die Galaxien NGC 4486, IC 3459, IC 3461, IC 3465.
Das Objekt wurde am 13. September 1900 vom deutschen Astronomen Arnold Schwassmann entdeckt.